# Sun Linlin
Sun Linlin (n. 3 octombrie 1988, Qitaihe⁠(d), Republica Populară Chineză) este o sportivă ce a reprezentat Republica Populară Chineză, medaliată olimpică. A participat la o ediție a Jocurilor Olimpice (2010) în care a câștigat o medalie de aur.

## Participări
Lista de mai jos prezintă principalele competiții la care a participat Sun Linlin de-a lungul carierei.
- short track speed skating at the 2010 Winter Olympics – women's 3000 metre relay[*]